# Hackeriana cuspidata
Hackeriana cuspidata är en insektsart som beskrevs av Walker 1851. Hackeriana cuspidata ingår i släktet Hackeriana och familjen dvärgstritar. Inga underarter finns listade i Catalogue of Life.